# Soły (rejon smorgoński)
Soły (biał. Солы; ros. Солы) – agromiasteczko na Białorusi, w obwodzie grodzieńskim, w rejonie smorgońskim, centrum sielsowietu Soły.

## Historia
W czasach zaborów miasteczko w gminie Soły, w powiecie oszmiańskim, w guberni wileńskiej Imperium Rosyjskiego. W 1866 roku liczyło 285 mieszkańców w 55 domach. Był tu kościół katolicki parafialny, żydowski dom modlitewny, poczta, telegraf, zarząd gminy i szkoła ludowa. W 1882 liczyło 421 mieszkańców. W 1905 liczyło 886 mieszkańców, 317 dziesięcin.
Po I wojnie światowej pod administracją polską, w Zarządzie Cywilnym Ziem Wschodnich. W latach 1920–1922 w składzie Litwy Środkowej.
Od 11 kwietnia 1922 miasteczko leżało w Polsce, w województwie wileńskim, w powiecie oszmiańskim, w gminie Soły.
W 1931 w 198 domach zamieszkiwało 1168 osób.
Wierni należeli do miejscowej parafii rzymskokatolickiej. Miejscowość podlegała pod Sąd Grodzki w Oszmianie i Okręgowy w Wilnie; mieścił się tu urząd pocztowy obsługujący znaczną część gminy Soły.
Po II wojnie światowej w granicach Związku Sowieckiego. Od 1991 w niepodległej Białorusi.

## Urodzeni w Sołach
- Jan Kurczewski – polski ksiądz, historyk, wykładowca Wyższego Seminarium Duchownego w Wilnie[6][7].